# Distretto di Coporaque (Cusco)
Il distretto di Coporaque è uno degli otto distretti della provincia di Espinar, in Perù. Si trova nella regione di Cusco.